# Мімейрхель Беніта
Мімейрхель Беніта (нід. Mimeirhel Benita; 17 листопада 2003, Спейкеніссе) — нідерландський футболіст, вінгер клубу «Феєнорд».

## Клубна кар'єра
Беніта — вихованець клубу «Фейєнорд». У 2021 році він був включений до основної команди на сезон. 26 серпня у відбірному поєдинку Ліги конференцій проти данського «Ельфсборга» Мімейхрель дебютував за основу. У своєму дебютному сезоні Беніта допоміг клубу вийти у фінал Ліги конференцій.

## Досягнення
Клубні
 «Феєнорд»
- Фіналіст Ліги конференцій (1): 2021-22
- Чемпіон Нідерландів (1): 2022-23